# Museo nazionale di antichità e delle arti islamiche
Il Museo Nazionale di Antichità e delle Arti Islamiche (Musée National des Antiquités & des Arts Islamiques) è un museo d'arte in Algeri (Algeria).

## Storia
Secondo Musei senza frontiere, il Museo Nazionale di Antichità e delle Arti Islamiche è il museo più antico dell'Algeria e dell'intera Africa. La collezione fu creata nel 1835 da Bertrand Clauzel e curata da Louis-Adrien Berbrugger. Il museo aprì nel 1838 con antichità di provenienza algerina. Fino al 1896, il museo era stato spostato in varie località diverse, finché fu sistemato sulle colline Mustapha Pasha e fu ivi ufficialmente inaugurato nel 1897.
Nel 1911, fu descritto come depositario della "migliore collezione del suo genere in Algeria".
Il ramo del museo che ospita la collezione islamica fu inaugurato nel 2003. Una sala di lettura espone una collezione numismatica aperta nel 2006.
Nel marzo 2019, durante le proteste in Algeria del 2019-2020, il museo fu saccheggiato. Secondo il Ministero algerino della cultura, "criminali" utilizzarono le agitazioni in strada per penetrare nel museo, rompere e rubare alcuni dei reperti esibiti, appiccare fuoco agli uffici amministrativi e distruggere documenti e registri.
Secondo il ministro algerino, gli stessi incidenti si erano verificati una settimana prima, ma i saccheggi erano stati contenuti dalla polizia. Pochi giorni dopo, le autorità algerine annunciarono che i reperti rubati dal museo erano stati recuperati  (principalmente spade e armi da fuoco degli anni 1950) e che l'incendio si era effettivamente verificato in un'ala che era in ristrutturazione.

## Descrizione
Il museo contiene reperti relativi all'Algeria e all'Antica Roma e si divide in due raccolte: Antichità e Islamismo.